# Rapa incurva
Rapa incurva is een slakkensoort uit de familie van de Muricidae. De wetenschappelijke naam van de soort is voor het eerst geldig gepubliceerd in 1852 door Dunker.